# 卡莉·威尔逊
卡莉·威尔逊（英語：Carly Wilson，1982年7月8日—），来自维多利亚州，澳大利亚女子篮球运动员，场上位置是后卫。她曾代表澳大利亚国家队参加2006年英联邦运动会篮球比赛，获得一枚金牌。